# Washington Stecanela Cerqueira
Washington Stecanela Cerqueira (* 1. duben 1975) je bývalý brazilský fotbalista.

## Reprezentace
Washington odehrál 9 reprezentačních utkání. S brazilskou reprezentací se zúčastnil Konfederační pohár FIFA 2001.

## Statistiky
| Brazílie | Brazílie | Brazílie |
| Roky     | Záp.     | Góly     |
| -------- | -------- | -------- |
| 2001     | 6        | 1        |
| 2002     | 3        | 1        |
| Celkem   | 9        | 2        |